# Daddy's Dyin': Who's Got the Will?
Daddy's Dyin': Who's Got the Will? er en amerikansk film fra 1990 af Jack Fisk.

## Medvirkende
- Beau Bridges som Orville Turnover
- Beverly D'Angelo som Evalita Turnover
- Tess Harper som Sara Lee Turnover
- Amy Wright som Lurlene Turnover
- Patrika Darbo som Marlene Turnover
- Judge Reinhold som Harmony
- Bert Remsen som Buford Turnover